# Тимково (Ногинский район)
Тимково — деревня в Ногинском районе Московской области России, входит в состав сельского поселения Мамонтовское.

## Население
| 1852 | 1859 | 1890 | 1926 | 2002 | 2006 | 2010 |
| ---- | ---- | ---- | ---- | ---- | ---- | ---- |
| 394  | ↗451 | ↘201 | ↗989 | ↘195 | ↘165 | ↗208 |

## География
Деревня Тимково расположена на северо-востоке Московской области, в северо-восточной части Ногинского района, примерно в 51 км к востоку от Московской кольцевой автодороги и 13 км к северо-востоку от центра города Ногинска.
В 9 км к югу от деревни проходит Горьковское шоссе М7, в 13 км к западу — Московское малое кольцо А107, в 11 км к востоку — Московское большое кольцо А108. В 2,5 км к западу протекает река Шерна бассейна Клязьмы. Ближайшие населённые пункты — деревни Гаврилово, Карабаново и Алексеево Павлово-Посадского района.
В деревне 5 улиц — Большая, Светлая, Советская, Совхозная и Школьная, зарегистрировано 7 садоводческих товариществ (СНТ).
Связана автобусным сообщением со станцией Ногинск Горьковского направления Московской железной дороги и городом Электрогорском.

## История
В середине XIX века относилась ко 2-му стану Богородского уезда Московской губернии и принадлежало корнету Н. И. Иохемзину, в деревне было 47 дворов, крестьян 186 душ мужского пола и 208 душ женского.
В «Списке населённых мест» 1862 года — владельческая деревня 2-го стана Богородского уезда Московской губернии по левую сторону Владимирского шоссе (от Богородска), в 18 верстах от уездного города и 34 верстах от становой квартиры, при колодце, с 62 дворами и 451 жителем (216 мужчин, 235 женщин).
По данным на 1890 год — деревня Буньковской волости 2-го стана Богородского уезда с 201 жителем, при деревне было 14 полушёлковых фабрик.
В 1913 году — 177 дворов, земская больница и земское училище.
По материалам Всесоюзной переписи населения 1926 года — центр Тимковского сельсовета Пригородной волости Богородского уезда в 12,8 км от Владимирского шоссе и станции Богородск Нижегородской железной дороги, проживало 989 жителей (426 мужчин, 563 женщины), насчитывалось 191 хозяйство, из которых 189 крестьянских, имелась школа 1-й ступени.
С 1929 года — населённый пункт Московской области.
Административно-территориальная принадлежность
1929—1930 гг. — центр Тимковского сельсовета Павлово-Посадского района (до 09.10.1929) и Богородского района.
1930—1959 гг. — центр Тимковского сельсовета Ногинского района.
1959—1963, 1965—1994 гг. — деревня Мамонтовского сельсовета Ногинского района.
1963—1965 гг. — деревня Мамонтовского и Тимковского (31.08.1963—14.01.1964) сельсоветов Орехово-Зуевского укрупнённого сельского района.
1994—2006 гг. — деревня Мамонтовского сельского округа Ногинского района.
С 2006 года — деревня сельского поселения Мамонтовское Ногинского муниципального района.

## Достопримечательности
- Два часовенных столба постройки конца XIX — начала XX веков[25][26]. Памятники архитектуры регионального значения[27][28].
- Старообрядческая церковь Михаила Малеина, архитектор И. И. Струков (1912)[29]. Памятник архитектуры регионального значения[30].

- Часовенный столб
- Часовенный столб
- Старообрядческая церковь в Тимково